# Praseodymi(III) chloride
Praseodymi(III) chloride là một hợp chất vô cơ có thành phần chính gồm hai nguyên tố là praseodymi và clo, với công thức hóa học được quy định là PrCl3. Hợp chất này tồn tại dưới dạng thức là một chất rắn màu lục lam, hấp thụ nước nhanh khi tiếp xúc với không khí ẩm tạo thành một dạng ngậm nước heptahydrat và có màu vàng lục.

## Điều chế
Praseodymi(III) chloride được điều chế bằng cách tạo phản ứng giữa kim loại praseodymi và hydro chloride:
2Pr + 6HCl → 2PrCl3 + 3H2↑
Hợp chất này thường được tinh chế bằng cách thăng hoa trong chân không.
Muối ngậm nước của praseodymi(III) chloride có thể được điều chế bằng cách tạo phản ứng một trong hai hóa chất là kim loại praseodymi hoặc praseodymi(III) cacbonat tác dụng với axit clohydric:
Pr2(CO3)3 + 6HCl + 15H2O → 2Pr(H2O)9Cl3 + 3CO2↑
PrCl3∙7H2O là một chất hút ẩm, sẽ không kết tinh từ rượu mẹ trừ khi nó được đặt dưới dạng khan trong một máy hút ẩm. PrCl3 khan có thể được tạo thành bằng cách mất nước của dạng hợp chất ngậm nước ở nhiệt độ 400 ℃ với sự hiện diện của amoni chloride. Ngoài ra, hợp chất ngậm nước cũng có thể bị mất nước bằng cách sử dụng thionyl chloride.

## Hợp chất khác
PrCl3 còn tạo một số hợp chất với N2H4, như PrCl3·3N2H4·2H2O là tinh thể lục nhạt, d20 ℃ = 2,47 g/cm³ (đo), 2,48 g/cm³ (tính toán).